# Echymipera davidi
Espèce
Statut de conservation UICN

 EN B1ab(iii)+2ab(iii) : En danger
Echymipera davidi est une espèce de marsupiaux endémique de Papouasie-Nouvelle-Guinée